# Relic (groupe)
Pour les articles homonymes, voir Relic.
Relic est un groupe de hip-hop français, originaire d'Argenteuil, dans le Val-d'Oise. Il se compose de Antar, Chodo, Manscaro et DJ Soft.

## Biographie
Relic est formé en 1996 à la MJC d'Argenteuil, dans le Val-d'Oise, par Chodo et Antar, deux amis d'enfance. Les deux sont ensuite rejoints par Manscaro (le cousin d'Antar) et DJ Soft. En 1999, Relic publie un maxi quatre titres intitulés Premier impact, édité à 500 exemplaires. 
En 2000, le groupe publie un deuxième maxi intitulé Il faut qu'on leur montre qui fait notamment participer Fabe et Don Choa de la Fonky Family, édité à 2 000 exemplaires. L'année suivante, en 2001, Relic publie le maxi deux titres Sur les nerfs en parallèle à ses multiples concerts. Après leur participation à la bande originale du film Old School, les membres se consacrent à l'écriture d'un premier album studio en 2002,. Peu de temps après, ils signent avec la major Barclay, après un sur Skyrock. C'est ici que Relic publie son premier album, Légende urbaine en 2004,,. Cette même année, il compte 40 000 exemplaires vendus. Le principal fait d'armes de ce groupe originaire d'Argenteuil fut, en 2004, la chanson Just Married avec Amine, issue de la compilation Rai'n'B Fever. Ce tube fait partie des chansons de l'été 2004.
En mars 2005, ils sont annoncés en concert à Auch, puis à la Maison, le restaurant du centre-ville d'Argenteuil. Relic publie un deuxième album studio, intitulé Loin des apparences le 23 octobre 2006. En 2007, Chodo publie son premier street album solo, Sans règles dans lequel il y invite les autres membres de Relic,.
Fiers représentants de leur ville ils s'évertuent à la représenter  au travers de leur œuvre, malheureusement n'étant pas soutenu par cette dernière le groupe préfère se dissoudre[Quand ?][réf. nécessaire] après deux bons albums qui ne rencontrèrent pas le succès escompté[réf. nécessaire].

## Discographie

### Albums studio
- 2004 : Légende urbaine
- 2006 : Loin des apparences

### EPs
- 1999 : Premier impact
- 2000 : Il faut qu'on leur montre
- 2001 : Sur les nerfs